# Knut Nieroth
Carl Fredrik Knut Nieroth, född 10 juli 1804, död 2 april 1873 i Stockholm, var en svensk ämbetsman och friherre.

## Biografi
Knut Nieroth föddes 1804. Han var son till landshövdingen Baltzar August Carl von Nieroth i Linköpings län och Catharina Ulrika Lindberg. Nieroth blev 1816 student vid Uppsala universitet och avlade kansliexamen. Han blev därefter extra ordinarie kanslist i kungliga kansliet och Kammarjunkare. Nieroth blev 1832 vice ceremonimästare och kammarherre. Han blev 1834 förvaltare på Skisshyttans bruksegendom och lantegendom i Norrbärke socken. Nieroth blev 1842 friherre efter faderns död och 11 maj 1843 rikshärold i Sverige,tog avsked från befattningen 14 augusti 1851. Han blev 1856 bruksägare på Uttersbergs bruk och utnämndes 10 juni 1870 till kommendör av Vasaorden. Nieroth avled 1873 i Stockholm.

### Familj
Nieroth gifte sig 11 januari 1834 med Johann Charlotta Wegelin (1814–1873), dotter till bruksägaren Johan Henrik Wegelin och Hedvig Charlotta Lgerqvist. De fick tillsammans barnen Henrik Carl Nieroth (1843–1844), Carl Johan Bernhard Nieroth (1844–1856), Charlotta Nieroth (1848–1932) som var gift med godsägaren friherren Malkolm Fredrik Georg Hamilton af Hageby, rentieren Nils Roug och överläkaren, professorn doktor Fritz Levy och statsfru Alice Nieroth (1850–1927) som var gift med överhovställmästaren greve August Gustaf Fersen Gyldenstolpe.